# Stanisław Kowalski (doktor Politechniki Gdańskiej)
Stanisław Kowalski (ur. 6 sierpnia 1938 w Chojnicach, zm. 20 stycznia 1987 w Gdańsku) – polski naukowiec, dr inż. telekomunikacji, nauczyciel akademicki, uczony, logik, filozof, publicysta, więzień polityczny.

## Życiorys
W 1945 roku wraz z rodziną powrócił do Złotowa, skąd rodzina się wywodziła. W 1955 roku został absolwentem Liceum Ogólnokształcącego nr 1 w Złotowie. Studiował na Wydziale Łączności Politechniki Gdańskiej. 20 sierpnia 1960 roku zawarł związek małżeński z Urszulą Nater, studentką Państwowej Wyższej Szkoły Muzycznej w Gdańsku. Po ukończeniu studiów, w 1961 roku, pracował w Gdańskim Przedsiębiorstwie Robót Telekomunikacyjnych, a następnie rozpoczął pracę na Wydziale Elektroniki Politechniki Gdańskiej, gdzie w 1971 obronił pracę doktorską pt. Pochodne formalne funkcji bulowskich i niektóre ich zastosowania w teorii układów przełączających. Po doktoracie prowadził badania nad teorią pól komutacyjnych. Z jego inicjatywy powstała koncepcja współpracy z matematykami z Uniwersytetu Gdańskiego, co zaowocowało powołaniem nieformalnego międzyuczelnianego zespołu, który realizował prace badawcze i wdrożeniowe na rzecz Instytutu Łączności w Warszawie. Był lubianym i poważanym przez studentów naukowcem, toteż wybierali go oni chętnie na promotora swoich prac.
W 1977 roku, po wypadkach radomskich i po powstaniu KOR-u, zaangażował się w działalność polityczną i poparł Wolne Związki Zawodowe. We wrześniu 1980 roku został wiceprzewodniczącym Komitetu Założycielskiego „Solidarności” Politechniki Gdańskiej, a następnie członkiem Komisji Rewizyjnej. Redagował Serwis Informacyjny Solidarność PG, w którym informowano nie tylko o uczelnianych sprawach związkowych, ale też o wydarzeniach w regionie i kraju. Był dziennikarzem i publicystą. Na początku stanu wojennego, 20 grudnia 1981, został aresztowany i osadzony w Areszcie Śledczym w Gdańsku, a 15 stycznia 1982 Sąd Marynarki Wojennej w Gdyni skazał go za „rozpowszechnianie fałszywych wiadomości” na półtora roku więzienia. Karę odbywał w Zakładzie Karnym w Potulicach. Został zwolniony 23 grudnia 1982, a od lutego 1983 ponownie zatrudniony na Politechnice Gdańskiej. Po wyjściu na wolność, nadal rozpowszechniał niezależne wydawnictwa i pisywał do podziemnych pism.
Współpracował z Komisją Charytatywną przy kościele św. Brygidy i udzielał gościny obcokrajowcom przyjeżdżającym do Gdańska z pomocą. Po aresztowaniu Andrzeja Gwiazdy, w grudniu 1984 roku, organizował w Kościele Mariackim w Gdańsku wraz z żoną i przyjaciółmi codzienne modlitwy o uwolnienie więźniów politycznych. Po wypuszczeniu Andrzeja Gwiazdy, kontynuował je raz w tygodniu, w czwartki.  Redaktor naczelny biuletynu Solidarności Walczącej Oddział Trójmiasto (do grudnia 1986). 20 lutego 1985 został ponownie aresztowany i osadzony w Areszcie Śledczym w Gdańsku. 11 lipca tego samego roku został uniewinniony przez Sąd Rejonowy w Gdańsku i zwolniony. W wyniku rewizji skazano go w II instancji na jeden rok więzienia w zawieszeniu na trzy lata oraz grzywnę.
Chorował na nadciśnienie tętnicze i chorobę wieńcową. 19 stycznia 1987 doznał wylewu krwi do mózgu. Zmarł następnego dnia w szpitalu, w wieku zaledwie 48 lat. Jego pogrzeb stał się wielką manifestacją patriotyczną. Pośmiertnie, w 2007 roku, Stanisław Kowalski został odznaczony przez Prezydenta RP Lecha Kaczyńskiego Krzyżem Oficerskim Orderu Odrodzenia Polski oraz Krzyżem Wolności i Solidarności (2015). 
Na Wydziale Elektroniki, Telekomunikacji i Informatyki Politechniki Gdańskiej znajduje się tablica upamiętniająca Stanisława Kowalskiego ufundowana przez pracowników oraz audytorium jego imienia.